# Афонсу (герцог Порту)
Инфант Афо́нсу Браганса (порт. Afonso de Bragança, 31 июля 1865, Ажуда, Лиссабон, Португалия — 21 февраля 1920, Неаполь, Италия), португальский инфант, 3-й герцог Порту, 24-й Коннетабль Португалии, последний вице-король Португальской Индии. Второй сын короля Португалии Луиша I и королевы Марии Пии Савойской, во время правления своего племянника Мануэла II — инфант (наследник трона) Португалии.

## Молодость

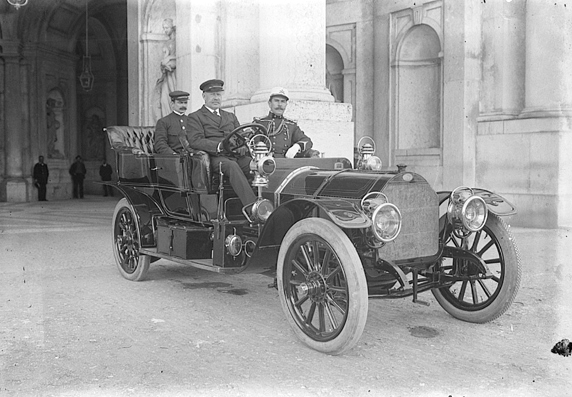
«Разойдись!»

Родившийся 31 июля 1865 года в королевской резиденции Ажуда принц получил полное имя — Афонсу Энрике Мария Луиш Педру де Алькантара Карлуш Умберту Амадеу Фернанду Антониу Мигел Рафаэл Габриел Гонзага Ксавье Франсишку де Ассиз Жуан Августу Жулиу Вальфанду Игнатиу Саксен-Кобург-Гота и Браганса (порт. Afonso Henrique Maria Luís Pedro de Alcântara Carlos Humberto Amadeu Fernando António Miguel Rafael Gabriel Gonzaga Xavier Francisco de Assis João Augusto Júlio Valfando Inácio de Saxe-Coburgo-Gotha e Bragança). 
Отец выбрал для младшего сына военную карьеру. Дом Афонсу был генерал-майором португальской армии, генерал-инспектором артиллерии, с 1865 года имел почетную должность Коннетабля Королевства, в 1896 году исполнял обязанности командующего вооруженными силами на Гоа, исполняя, одновременно, обязанности вице-короля Португальской Индии в 1896 году. В начале 1890 года было объявлено о помолвке принца с австрийской эрцгерцогиней Марией Валерией, дочерью императора Франца Иосифа I, но вскоре Мария Валерия расторгла помолвку под влиянием своей тетки Марии Терезы, дочери свергнутого короля Мигела I, не желавшей родства с династией «узурпаторов» трона её отца. После смерти своего отца Луиша I в 1889 году дом Афонсу получил титул герцога Порту, который носил до своей кончины. После гибели своего брата Карлуша I и его наследника инфанта Луиш Филипе дом Афонсу носил титул наследника трона во время всего правления своего племянника Мануэла II в 1908 — 1910 годах. Дом Афонсу был известен своей добротой, простотой, а также прославился как ловелас, кутила и весельчак. Страстью принца были автомобили, ему принадлежит идея проведения первых автомобильных гонок в Португалии, в которых он участвовал как один из водителей. С любовью принца к автомобилям связан исторический анекдот о получении им прозвища «Разойдись» (порт. O Arreda), которое он получил, разъезжая на большой скорости по улицам города и предупреждая прохожих о своем появлении этим криком. После покушения на своего брата дом Афонсу завел привычку не расставаться с оружием ни днем ни ночью, чтобы всегда быть готовым защитить себя и свою семью. Дом Афонсу был также председателем Королевского Добровольного пожарного общества. После смерти отца принц остался во дворце Ажуда, где проживал со своей матерью, вдовствующей королевой Марией Пией до самого их изгнания в 1910 году, в то время как его брат Луиш и племянник Мануэл избрали своей резиденцией дворец Несесидадеш. После Португальской революции 1910 года принц покинул страну вместе с остальными членами королевской фамилии, отправившись сначала в Гибралтар с племянником, свергнутым королём Мануэлом II, затем в Италию со своей матерью, королевой Марией Пией. Он проживал с ней в Турине, а после её смерти перебрался сначала в Рим, а потом в Неаполь.

### Брак
26 сентября 1917 года в Риме дом Афонсу вступил в брак с весьма состоятельной американкой Невадой Студи Хейс (1885—1941). Скандально известная в Америке и Европе светская львица уже трижды побывала замужем:
1. в 1906 году — за мультимиллионером Ли Эгнью Старшим, от которого родила сына и добилась при разводе суммы в 2 млн долларов;
2. в 1906—1907 годах — за миллиардером Уильямом Генри Чепменом, оставившим овдовевшей Неваде состояние в 8 млн долларов;
3. в 1909—1914 годах — за Филиппом Ван Валкенбургом, младшим отпрыском одной из самых влиятельных семей Нью-Йорка.

В разное время среди соискателей руки и сердца Невады Хейс называли: лорда Фалконера, 10-го графа Кинтора; графа Артемия Череп-Спиридовича; принца Мухаммеда Али Египетского и многих других. Женитьба инфанта была событием политическим для португальских роялистов, поскольку свергнутый король Мануэл II (проживавший в Великобритании и с 1913 года женатый на Августе Гогенцоллерн) детей не имел, а женитьба дома Афонсу на дважды разведённой и единожды овдовевшей женщине (обладавшей к тому же весьма сомнительной репутацией) буквально похоронила их планы по восстановлению династии на престоле.